# Drwęca (powiat lidzbarski)
Drwęca – wieś w Polsce położona w województwie warmińsko-mazurskim, w powiecie lidzbarskim, w gminie Lidzbark Warmiński.
W latach 1975–1998 miejscowość administracyjnie należała do województwa olsztyńskiego. Wieś znajduje się w historycznym regionie Warmia, położona jest nad rzeką Drwęcą Warmińską, od której wzięła swoją nazwę.